# ویلبورتون (اکلاهما)
ویلبورتون(به انگلیسی: Wilburton) شهری در ایالت اکلاهما کشور ایالات متحده آمریکا است که جمعیت آن در سرشماری سال ۲۰۱۰ میلادی، ۲٬۸۴۳ نفر بوده‌است.